# Oluf Pedersen
 Der er flere personer med dette navn, se Oluf Pedersen (flertydig).
Oluf Pedersen (født 6. september 1891 i Lille Rørbæk; død  3. oktober 1970 i Roskilde) var en dansk politiker (Retsforbundet|Danmarks Retsforbund) og minister (28. maj 1957-18. november 1960). 
Fiskeriminister i Regeringen H.C. Hansen II og i Regeringen Viggo Kampmann I.
Oluf Pedersen markerede sig i forbindelse med straffelovstillægget som modstander af dødsstraf i maj 1945. Hans energiske dødsstrafmodstand vakte stor forargelse i modstandsbevægelsen. Det fik stor opmærksomhed i pressen, da han modtog et trusselsbrev fra en gruppe modstandsfolk i slutningen af maj 1945.